# Yves Albarello
Yves Albarello, né le 17 mars 1952 à Aulnay-sous-Bois, est un homme politique français, membre des Républicains. Il est maire de Claye-Souilly de 1989 à 2020 et député de 2007 à 2017.

## Biographie
Son engagement politique date de 1976, année de création du Rassemblement pour la République (RPR).
Entrepreneur dans le secteur graphique et directeur financier de profession, Yves Albarello est élu maire de Claye-Souilly pour la première fois en 1989 avec 49 % des suffrages. Il est ensuite réélu en 1995, puis en 2001 avec 78 % des voix.
En 1998, il est élu conseiller régional d'Île-de-France, rapporteur du groupe UMP pour les questions environnementales, réélu en 2004.
Suppléant de Charles Cova, député de la septième circonscription de Seine-et-Marne, à l'Assemblée nationale, Yves Albarello est officiellement investi par l’UMP en octobre 2006 de la candidature aux élections législatives de 2007. Il est élu député au second tour, le 17 juin 2007, face à Émeric Bréhier candidat socialiste, avec 55,49 % des voix. 
Il est réélu aux élections législatives de 2012 dans la 7e circonscription de Seine-et-Marne redécoupée, battant ainsi la candidate PS Sophie Cerqueira.
En 2014, il est réélu maire de Claye-Souilly avec 72,14 % des voix.
Le 9 janvier 2015, surlendemain de l'attentat contre Charlie Hebdo, Yves Albarello révèle en direct sur RMC la présence ignorée par les terroristes d'un employé caché dans l'imprimerie qu'ils avaient prise en otage lors de l'assaut de Dammartin-en-Goële. Ce dernier portera plainte, le 8 juillet 2015, contre trois médias ayant relayé cette information, pour mise en danger de la vie d'autrui.
En 2016, il soutient Bruno Le Maire en vue de la primaire présidentielle des Républicains. En septembre 2016, dans le cadre de sa campagne, il est nommé conseiller pour les relations avec les députés, en tandem avec Éric Straumann.
Il est battu au premier tour des élections législatives du 11 juin 2017.

## Prix et distinctions
- 1996 : Marianne d'Or pour son action « Le geste tranquille », campagne de lutte contre le sida
- 15 novembre 2004 : chevalier de l'ordre national du Mérite

## Mandats
- 20 juin 2007 - 20 juin 2017 : député de la 7e circonscription de Seine-et-Marne
- 20 mars 1989 - 28 mai 2020 : maire de Claye-Souilly
- Du 1er janvier 1998 au 22 juin 2007 : conseiller régional d'Île-de-France